# Georgina Brayshaw
Georgina Megan Brayshaw (Leeds, 14 ottobre 1993) è una canottiera britannica, campionessa olimpica nel 4 di coppia a Parigi 2024 insieme a Lauren Henry, Hannah Scott e Lola Anderson.

## Palmarès
- Giochi olimpici

Parigi 2024: oro nel 4 di coppia;
- Campionati del mondo di canottaggio

Belgrado 2023: oro nel 4 di coppia.
- Campionati europei di canottaggio

Oberschleißheim 2022: oro nel 4 di coppia.
Bled 2023: bronzo nel 4 di coppia.
Seghedino 2024: oro nel 4 di coppia.